# Prenzlau
Prenzlau (dolnoněmecky Prentzlow, česky Prenclov, historicky Přemyslav, Branislav nebo Břetislav) je město v severovýchodním Německu, ve spolkové zemi Braniborsko, sídlo zemského okresu Ukerská marka. Leží na Meklenburské jezerní plošině na řece Ucker. Žije zde přibližně 19 tisíc obyvatel.

## Historie
Město bylo založeno u stejnojmenného starobylého slovanského hradu, který patřil Ukranovi. V roce 1250 připadl hrad i s městem Braniborsku, a město se tak stalo hlavním městem Ukerské marky. Během dalších staletí bývalo dějištěm rozbrojů mezi Branibory a Pomořany.

## Historické události
- Za napoleonských válek zde 27. října 1806 utrpěli Prusové další porážku od francouzských vojsk, vedených Napoleonem.
- V době druhé světové války se tu nacházel zajatecký tábor Oflag II A.

## Galerie

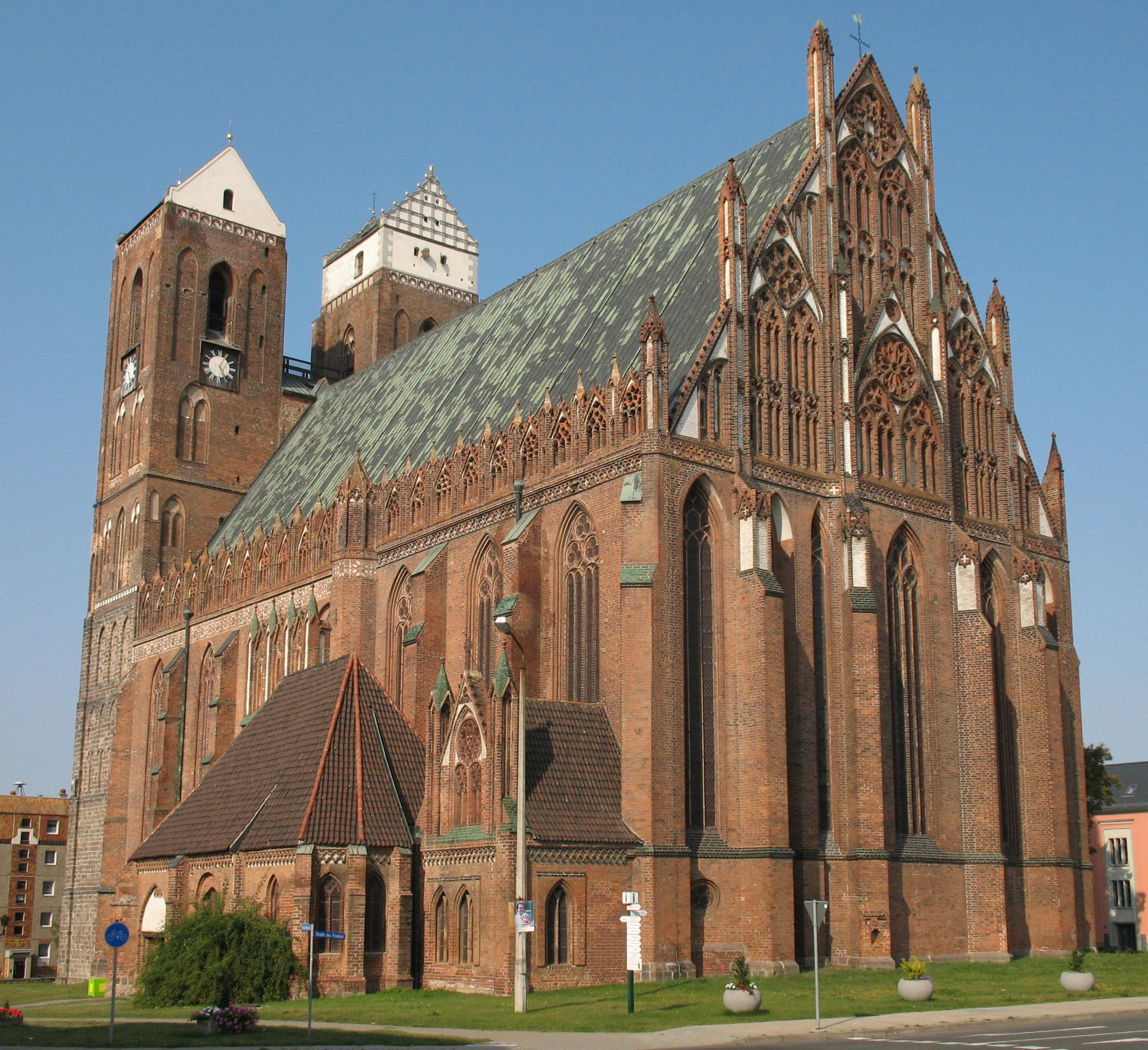
Kostel Panny Marie
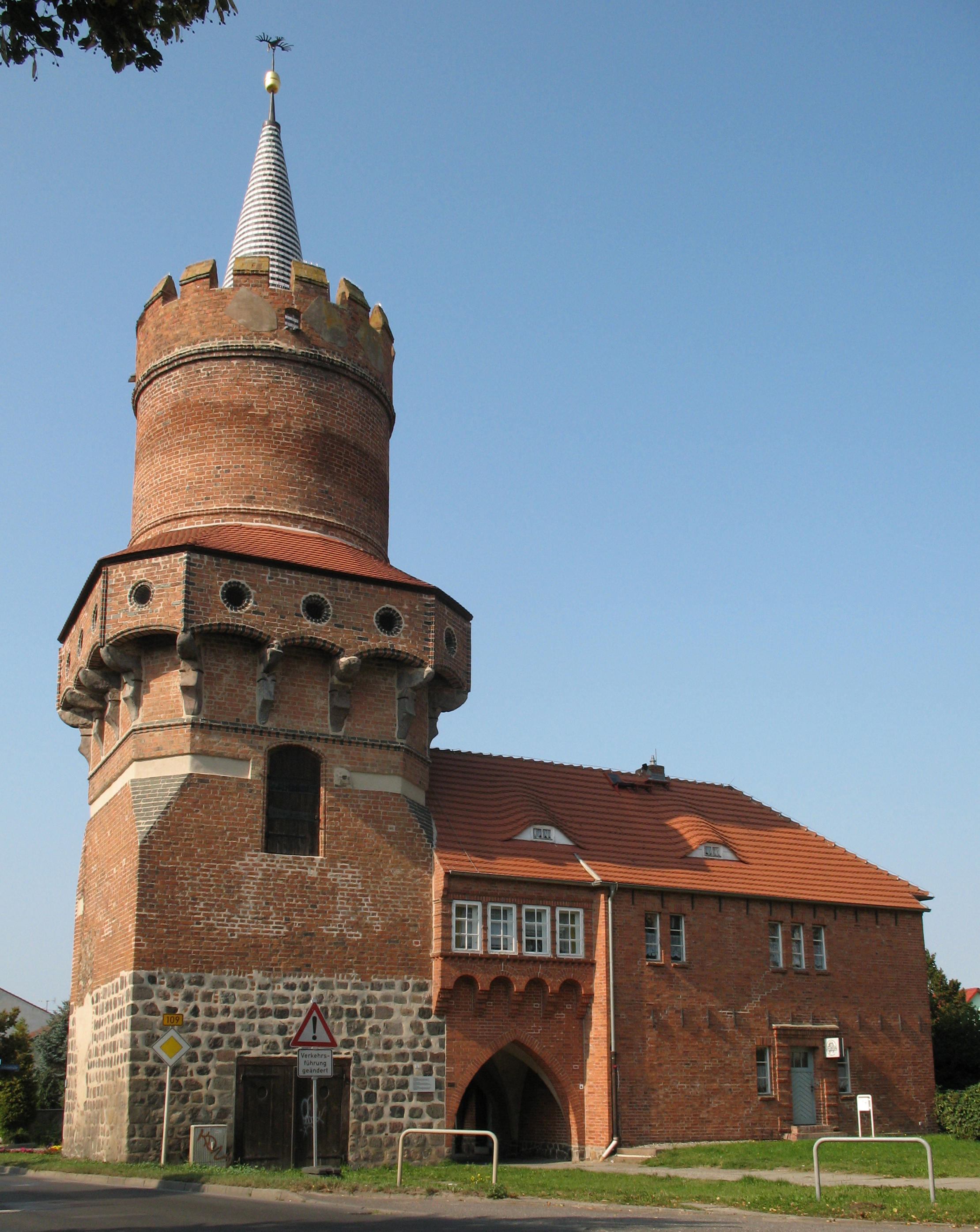
Středová věž
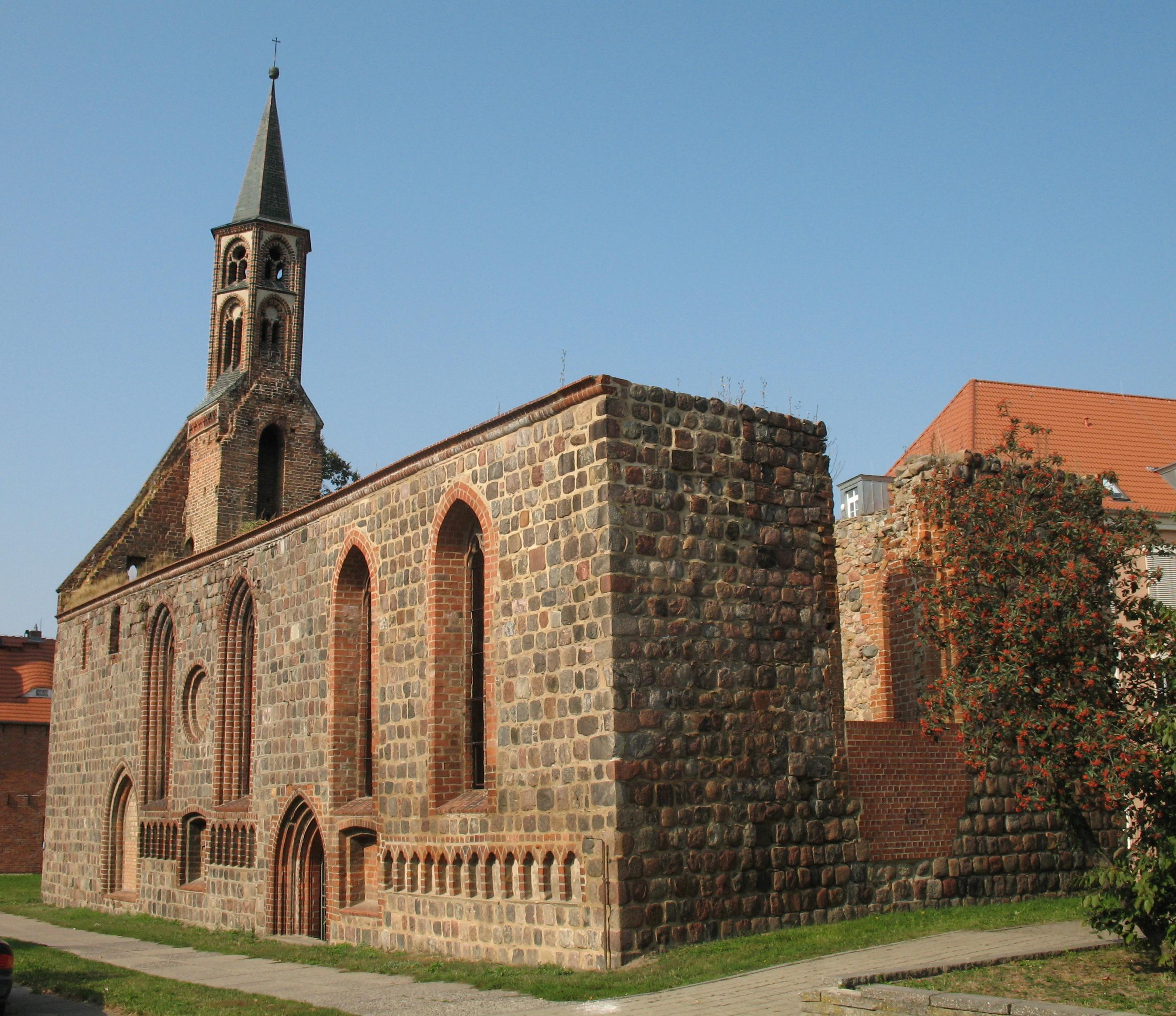
Kostel sv. Ducha
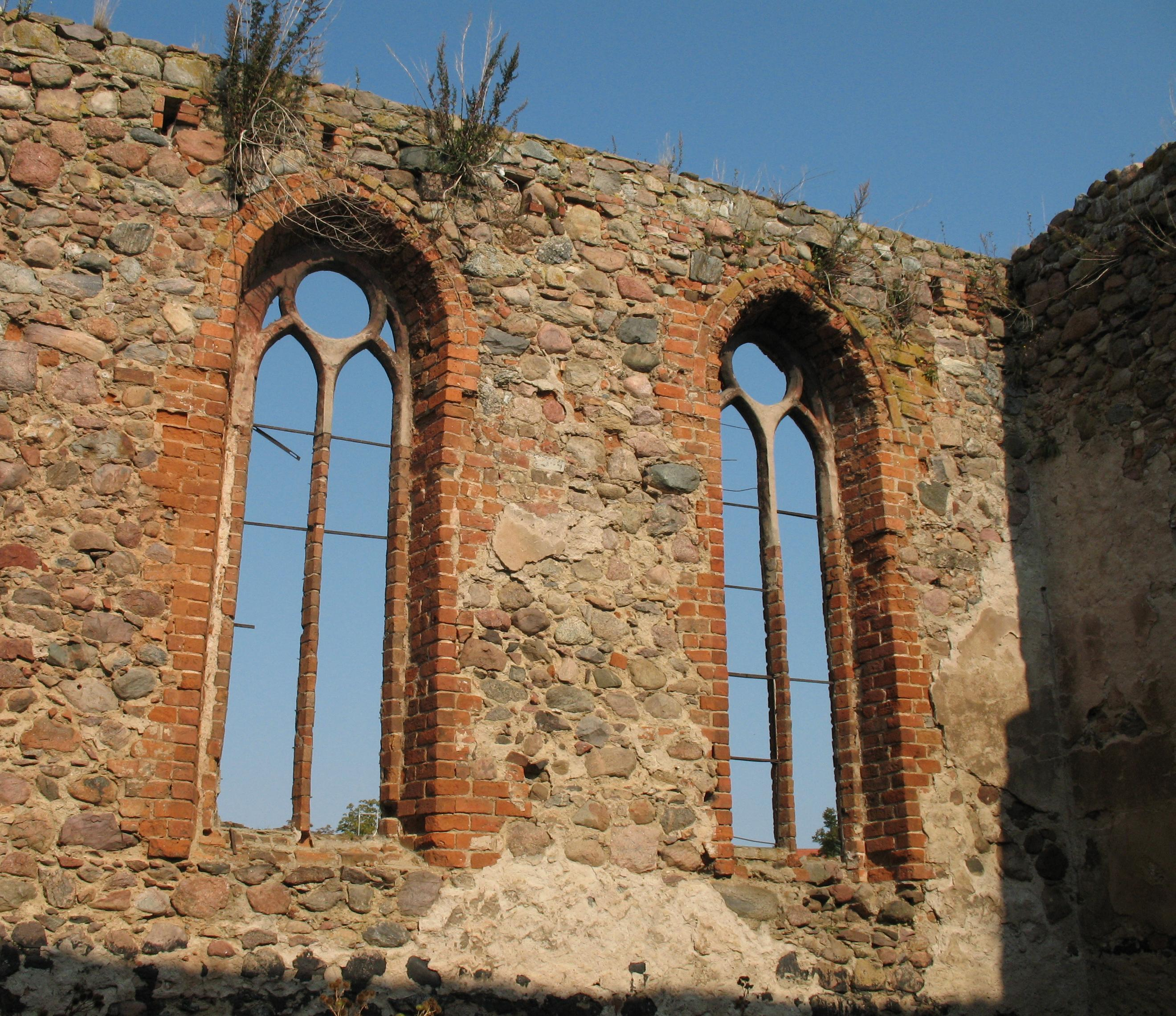
Kostel sv. Ducha